# LGBT práva na Arubě
Lesby, gayové, bisexuálové a translidé (LGBT) se na Arubě mohou setkávat s právními komplikacemi pro zbylé obyvatelstvo neznámými. Mužská i ženská stejnopohlavní sexuální aktivita je na Arubě legální, ale páry stejného pohlavní s nizozemskou státní příslušností musejí odcestovat do Nizozemska nebo jeho speciálních municipalit, pokud chtějí být právoplatně oddány. Právní uznání uzavřených sňatků není nepodmíněné.

## Zákony týkající se stejnopohlavní sexuální aktivity
Stejnopohlavní sexuální styk je na Arubě legální.

## Stejnopohlavní soužití
Jako součást Nizozemského království je Aruba povinná uznávat stejnopohlavní manželství uzavřené v evropském Nizozemsku. Arubská vláda se tomuto zpočátku vehementně bránila. Ale v případě jednoho lesbického páru, který uzavřel sňatek v Nizozemsku, a posléze se přestěhoval na ostrov, učinila výjimku. Případ šel až k Nejvyššímu soudu, který 13. dubna 2007 rozhodl, že veškerá území Nizozemského království jsou povinná uznávat všechny formy uzavřených manželství.
V dubnu 2015 zástupci všech čtyř zemí Nizozemského království odsouhlasili přiznání rovných práv párům stejného pohlaví, které se na jeho území nacházejí. V tom samém měsíci byl zdejšímu parlamentu předložen návrh zákona o registrovaném partnerství.

## Souhrnný přehled
| Legální stejnopohlavní styk                                                            | Yes                                                         |
| Stejný věk legální způsobilosti k pohlavnímu styku pro obě orientace                   | Yes                                                         |
| Antidiskriminační zákony v zaměstnání                                                  | No                                                          |
| Antidiskriminační zákony v přístupu ke zboží a službám                                 | No                                                          |
| Antidiskriminační zákony v ostatních oblastech (homofobní urážky, zločiny z nenávisti) | No                                                          |
| Stejnopohlavní manželství                                                              | / (Navrženo)Manželství uzavřená v rámci království uznávána |
| Registrované partnerství                                                               | (Navrženo)                                                  |
| Adopce dítěte partnera                                                                 | No                                                          |
| Společná adopce dětí stejnopohlavními páry                                             | No                                                          |
| Gayové a lesby smějí otevřeně sloužit v armádě                                         | (za obranu ostrova odpovídá evropské Nizozemsko)            |
| Možnost změny pohlaví                                                                  | No                                                          |
| Přístup k umělému oplodnění pro lesbické ženy                                          | No                                                          |
| Náhradní mateřství pro gay páry                                                        | (Zakázané i v případě heterosexuálních párů)                |
| MSM smějí darovat krev                                                                 |                                                             |